# 海东镇
海东镇（白语：Gaod dvf），是中华人民共和国云南省大理白族自治州大理市下辖的一个镇，为大理市人民政府所在地。建有海东山地新城及大理海东开发区。

## 历史
元至明初，海东属太和县。明弘治七年（1494年）划归宾川州。清雍正五年（1727年），分海东里、曩村里。光绪十八年（1892年）置海东耆。民国二年（1913年）划归赵州，民国八年（1919年）年又划回宾川县，属南区。民国二十一年（1932年）属第二区。民国二十九年（1940年）置文龙乡。1950年6月建海东区。1954－1955年，所属4小乡先后划归凤仪县。1956年成立海东乡。1958年10月，属大理市凤鸣公社。1961年建海东公社，次年改海东区，1964年复称公社，1983年再改为海东区。1987年10月改海东乡。2002年12月20日撤乡建镇。

## 地理
海东镇位于洱海东岸，有湖岸线22千米。镇境东西横距17.5千米，南北纵距17.3千米，总面积128.4平方千米。距下关市区21公里。
海东镇地势东高西低，南北排列着向阳、南村、上和三个坝子。最高点位于上登村东部，海拔2,700米，最低点位于向阳村洱海边，海拔1,965.5米。
海东镇属北亚热带半干旱气候，年均气温15.4℃，极端最高温31.6℃，极端最低温-4.20℃，年均降雨量1,078.9毫米，年均日照时数2,228.1小时，年均无霜期256天。

## 行政区划
海东镇下辖以下地区：
向阳村、文武村、名庄村、南村、上和村、上登村、金梭岛村和文笔村。

## 经济
海东镇有耕地面积约11,085亩，主要作物有水稻、蚕豆、大麦、玉米。2020年农村经济总收入25.9亿元，固定资产投资8,960万元，一般公共预算收入7,160万元，农民人均纯收人19,464元。

## 旅游
海东镇的旅游景点主要有金梭岛、银梭岛、罗荃半岛天镜阁。境内有各级文物保护单位7项，其中国家级1项（银梭岛遗址），州级1项（上和崇极寺），市级5项（金梭岛遗址、御前侍卫府门楼、鲍杰将军墓、罗荃半岛“七夕泛洱歌次韵”摩崖石刻、海东武曲戏台）。

## 文物保护单位
| 名称                             | 编号                 | 分类                 | 时代                 | 位置                                                                                 | 图片                 |                      |                      |
| 全国重点文物保护单位             | 全国重点文物保护单位 | 全国重点文物保护单位 | 全国重点文物保护单位 | 全国重点文物保护单位                                                                 | 全国重点文物保护单位 | 全国重点文物保护单位 | 全国重点文物保护单位 |
| -------------------------------- | -------------------- | -------------------- | -------------------- | ------------------------------------------------------------------------------------ | -------------------- | -------------------- | -------------------- |
| 银梭岛遗址                       | 7-0419               | 古遗址               | 新石器时代至商       | 大理市海东镇南村村委会南部，银梭岛上 25°41′11″N 100°16′14″E / 25.68648°N 100.27060°E |                      |                      |                      |
| 大理州文物保护单位               |                      |                      |                      |                                                                                      |                      |                      |                      |
| 上和崇极寺                       | 5-6                  | 古建筑               | 明                   | 大理市海东镇上和村 25°40′20″N 100°18′44″E / 25.672345°N 100.312128°E                 |                      |                      |                      |
| 大理市文物保护单位               |                      |                      |                      |                                                                                      |                      |                      |                      |
| 金梭岛遗址                       | 1-5                  | 古遗址               | 新石器时代至唐       | 大理市海东镇金梭岛村委会，金梭岛上 25°41′45″N 100°15′30″E / 25.6959°N 100.2584°E     |                      |                      |                      |
| 御前侍卫府门楼                   | 3-6                  | 古建筑               | 清                   | 大理市海东镇名庄村                                                                   |                      |                      |                      |
| 鲍杰墓                           | 3-7                  | 古墓葬               | 明                   | 大理市海东镇向阳村委会，白岗山麓                                                     |                      |                      |                      |
| 罗荃半岛“七夕泛洱歌次韵”摩崖石刻 | 4-11                 | 石刻                 | 明                   | 大理市海东镇向阳村，罗荃半岛东南 25°42′29″N 100°14′15″E / 25.70802°N 100.23757°E     |                      |                      |                      |
| 海东武曲戏台                     | 5-5                  | 古建筑               | 清                   | 大理市海东镇文武村委会武曲村                                                         |                      |                      |                      |